# Giovanni Lovrovich
Giovanni Eleuterio Lovrovich (Sebenico, 20 febbraio 1915 – Albano Laziale, 11 luglio 1998) è stato un presbitero e storico italiano.

## Biografia
Giovanni Lovrovich nacque a Sebenico, importante città della Dalmazia all'epoca parte dell'Impero austro-ungarico, da Nicolò Lovrovich, funzionario governativo di origine italiana, e Petronilla Borchich, nata nella vicina Lissa. Il cognome stesso della famiglia, come affermerà in seguito lo stesso sacerdote, era in realtà la traduzione slava del cognome italiano "Lorenzi" o "Di Lorenzi".
In seguito alla cessione di buona parte della Dalmazia alla Jugoslavia in forza del Trattato di Rapallo, nel 1923 i Lovrovich si spostarono a Zara, rimasta in territorio italiano. L'intera famiglia fu costretta a spostarsi nuovamente ad Ala, in provincia di Trento, al seguito di Nicolò che aveva ottenuto un incarico nella località trentina: fu proprio in Trentino che morì Petronilla, ancora giovane, il 23 luglio 1924. Nicolò e i figli, tra cui il piccolo Giovanni, tornarono infine a Zara, dove Giovanni terminò gli studi elementari.

### La vocazione
All'età di soli undici anni il ragazzo dichiarò al padre di volere diventare sacerdote, e così il 13 agosto 1926 Giovanni Lovrovich entrò nel seminario arcivescovile di Zara dove frequentò il ginnasio, poi il liceo e infine il corso di teologia. Proprio a Zara il giovane sacerdote incontrò nuovamente Pietro Doimo Munzani, che già aveva conosciuto in Dalmazia durante la sua infanzia, il quale nell'agosto 1926 venne eletto arcivescovo di Zara. Fu appunto monsignor Munzani che ordinò sacerdote don Giovanni, il 26 giugno 1938.
Nominato vice-direttore del seminario arcivescovile e responsabile della locale Azione Cattolica, che operava in semi-clandestinità a causa dell'opposizione del regime fascista, nel 1940 don Giovanni venne nominato parroco della Collegiata di San Simeone in Zara: tuttavia in quel periodo si verificarono la seconda guerra mondiale, con la ritirata italiana dalla Dalmazia, la proclamazione del regime di Ante Pavelić nel nuovo stato della Croazia e in seguito l'annessione di Zara alla Jugoslavia comunista di Tito.
La situazione degli italiani che risiedevano in territorio jugoslavo era precipitata, nonostante fosse stato siglato un armistizio tra Italia e Jugoslavia e la carta fondamentale jugoslava riconoscesse pari diritti a tutti. Don Lovrovich, insieme al suo arcivescovo Pietro Doimo Munzani, si recarono a Zagabria il 7 maggio 1948 per parlare con il presidente della repubblica federale croata, dal quale non ottennero garanzie riguardo agli italiani di Dalmazia. Fu favorito l'esodo della popolazione italiana rimanente, e così anche la famiglia del Lovrovich partì per sempre da Zara nella notte tra il 25 luglio e il 26 luglio 1948, diretta alla volta dell'Italia dove don Giovanni, il padre Nicolò e la sorella ritrovarono i loro due fratelli.

### L'impegno pastorale in Italia

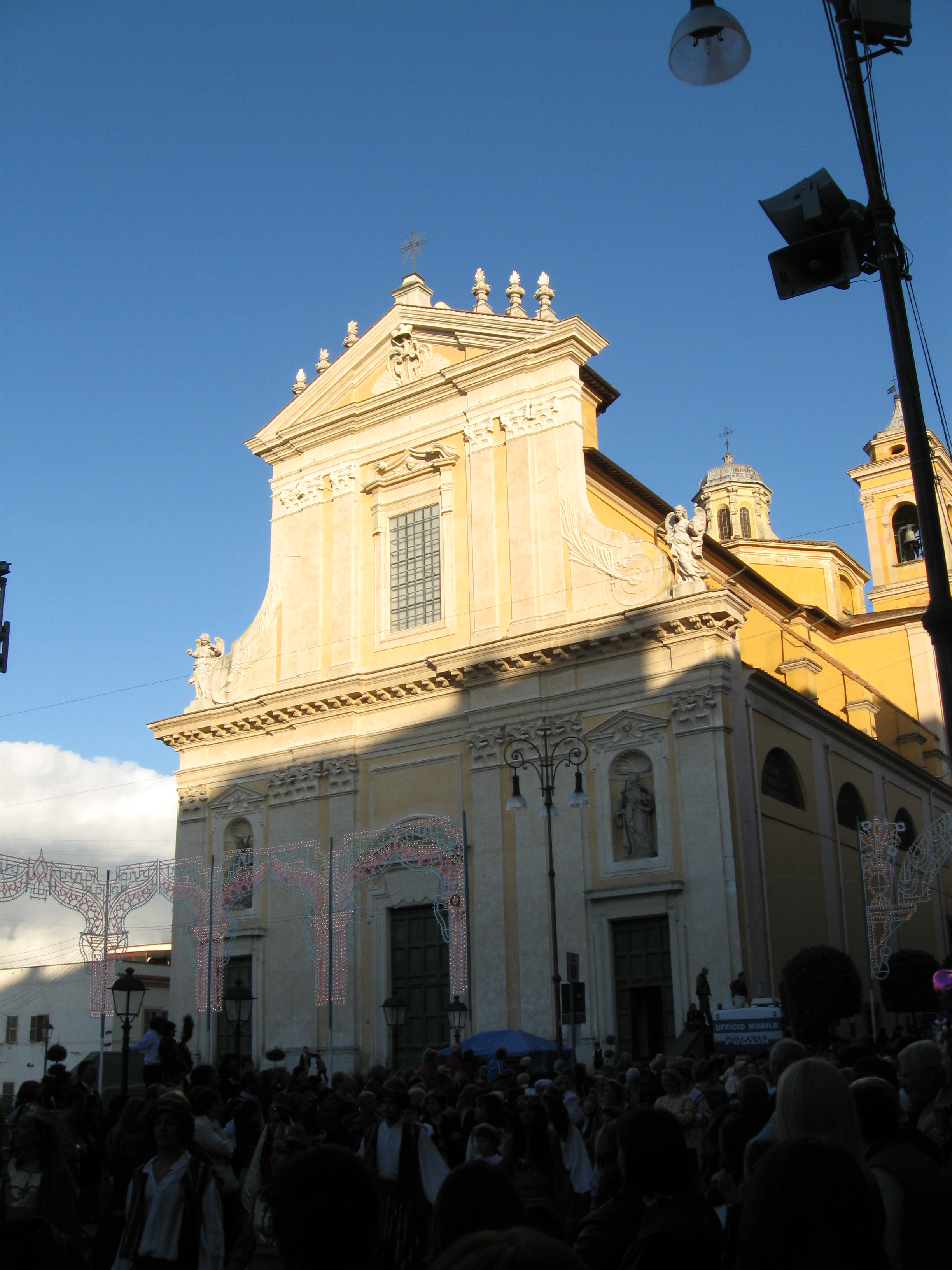
La basilica di San Barnaba a Marino, presso cui monsignor Lovrovich fu abate parroco dal 1954 al 1989.

Al suo arrivo in Italia, don Giovanni Lovrovich venne accolto dal cardinale vescovo di Albano Giuseppe Pizzardo, che lo nominò direttore spirituale del seminario vescovile di Albano Laziale. In seguito, il 15 luglio 1950, il cardinal Pizzardo nominò Giovanni Lovrovich "vicario coadiutore perpetuo con diritto di successione" di monsignor Guglielmo Grassi, abate parroco della basilica di San Barnaba in Marino. Il 14 settembre 1954 monsignor Giovanni succedeva a Guglielmo Grassi nella carica di abate parroco mitriato della Basilica di San Barnaba.
L'impegno pastorale di don Lovrovich fu molto intenso, nei quasi trenta anni di attività nella parrocchia di San Barnaba. Nel 1963 papa Giovanni XXIII, che aveva visitato Marino nell'agosto 1962, nominò don Giovanni cameriere segreto soprannumerario. Nel 1980 papa Giovanni Paolo II invece lo nominò Prelato Ordinario.
Fu per l'impegno del nuovo parroco e dell'onorevole, futuro Servo di Dio, Zaccaria Negroni che venne restaurato e ampliato l'Oratorio Parrocchiale San Barnaba. Nel 1973 organizzò la celebrazione religiosa per il bicentenario della morte della Serva di Dio marinese Barbara Costantini. Tra il 1978 e il 1979 vennero messi in opera importanti lavori nella Basilica di San Barnaba, tra cui la messa a norma del presbiterio secondo le disposizioni del Concilio Vaticano II.
Sotto la sua guida pastorale fiorirono numerose compagnie teatrali a Marino e nelle due sale parrocchiali, l'Auditorium "monsignor Guglielmo Grassi" e il cinema-teatro "Vittoria Colonna", si tennero numerosi spettacoli fra cui, nel 1980, il dramma La Parrocchietta di Leone Ciprelli, di cui ricorrevva il quarantesimo anno dalla morte.
Don Lovrovich, la cui situazione di salute non era più buona come un tempo, si ritirò ufficialmente dalla guida della parrocchia il 3 dicembre 1989 succeduto nella carica da don Elio Abri. Da allora il prelato visse nella Casa dei Sacerdoti situata presso il seminario di Albano Laziale, dove morì nel 1998.
Nel decennale dalla sua morte, l'11 luglio 2008, a Marino è stata dedicata al sacerdote la scalinata che collega piazza San Barnaba a via Giuseppe Garibaldi, inaugurata negli anni sessanta proprio dallo stesso don Lovrovich.

### L'impegno come storico
Giovanni Lovrovich fu testimone oculare dei bombardamenti di Zara, e in prima linea nel soccorso materiale e spirituale ai civili in difficoltà. Iscrittosi nel 1966 alla Società Dalmata di Storia Patria, nel 1974 don Giovanni pubblicò la monografia storica "Zara dai bombardamenti all'esilio 1943-1944", testo di grande importanza nella ricostruzione storica di quel tragico periodo, tradotto finalmente in lingua croata nel 2008.
Oltre all'impegno come memore della tragedia degli italiani e dei dalmati durante e dopo la seconda guerra mondiale, Giovanni Lovrovich si dedicò anche a numerosi scritti sulla sua "nuova patria", Marino:  oltre al merito di aver "riscoperto" una figura per molti versi dimenticata come Giacoma de Settesoli, nel 1981 pubblicò una preziosa e completa monografia su Marino ("Lo vedi ecco Marino") scritta a quattro mani con Franco Negroni, giornalista e autore teatrale dialettale.

## Opere
- Zara dai bombardamenti all'esodo 1943-1944 (Marino 1974);[12]
- Jacopa dei Settesoli (Marino 1976);
- Pietro Doimo Munzani Arcivescovo di Zara (Marino 1978);
- Lo vedi ecco Marino (Marino 1981).